# 丁寶臣 (宋朝)
丁寶臣（1010年—1067年），字元珍，北宋晉陵（今江蘇省常州市）雙桂坊人，宋代詩人，與兄丁宗臣號為「二丁」。
仁宗景祐元年（1034年）進士。峽州（在今湖北省宜昌縣）軍事判官（協助州官處理政務），與歐陽修有往來，同遊河西甘泉寺，景佑四年（1037年），有酬答詩《戲答元珍》。遷知剡溪縣、端州（今廣東肇慶市）太守。皇祐四年（1052年），四月初六（5月7日）廣西壯族首領儂智高反宋，五月十九日陷城，寶臣棄城而逃，因罪貶黄州。英宗即位，爲祕閣校理。官至尚書司封員外郎。出通判永州。治平四年（1067年）卒。
妻饒氏，封晉陵縣君。丁寶臣有四子二女，長女嫁同縣的胡宗愈。